# Metropolitano de Santiago
O metrô de Santiago (em castelhano: Metro de Santiago) é um sistema de metropolitano que atende a cidade de Santiago, capital do Chile. Atualmente é composto por sete linhas (numeradas de 1 a 6 e 4A), 143 estações e uma rede de 149 quilômetros de extensão.
O sistema é administrado pela estatal Metro SA e é o primeiro sistema de trânsito rápido do país, sendo que transporta cerca de 2,5 milhões de passageiros diariamente. Este número representa um aumento de mais de um milhão de passageiros por dia em relação a 2007, quando foi lançado o ambicioso projeto Transantiago, no qual o metrô desempenha um papel importante no sistema de transporte público que atende a cidade. Seu maior pico de passageiros foi atingido em 2 de maio de 2019, atingindo 2.951.962 passageiros.
Em junho de 2017, o governo anunciou planos para a construção da Linha 7, conectando Renca, no noroeste de Santiago, com Vitacura, no nordeste. A nova linha acrescentará 26 quilômetros e 19 novas estações da rede, percorrendo os municípios de Renca, Cerro Navia, Quinta Normal, Santiago, Providencia, Las Condes e Vitacura. O seu custo foi inicialmente estimado em 2,53 bilhões de dólares e a sua inauguração está prevista para 2027.
O Metrô de Santiago é o segundo maior sistema de metrô da América Latina, depois do Metrô da Cidade do México, e o sexto maior sistema de metrô das Américas, depois do Metrô de Nova York, do Metrô da Cidade do México, do Bay Area Rapid Transit, do Metrô de Washington e do Chicago "L". Em março de 2012, o Metrô de Santiago foi escolhido como o melhor sistema de metrô das Américas, após ser homenageado na recepção anual realizada pelo Metro Rail em Londres.

## História
As primeiras ideias para a construção de um metrô em Santiago do Chile surgiram nos anos 40, devido à expansão populacional da cidade que causava problemas ao transporte coletivo de Santiago do Chile.
As ideias começaram a tomar forma na década de 1960, quando o governo chileno abriu uma licitação internacional para o desenvolvimento de um sistema de transporte urbano. Em outubro de 1968 o governo de Eduardo Frei Montalva aprovaria o projeto apresentado pelo consórcio franco-chileno BCEOM SOFRETU CADE, que se propunha a construir cinco linhas com uma extensão de 60 km aproximadamente até 1990.
No dia 15 de setembro de 1975 seria inaugurada a primeira linha. A Linha 1, em seu trecho inicial ia de forma subterrânea desde San Pablo até La Moneda por baixo da Alameda del Libertador Bernardo O'Higgins. Em 1977, esta linha seria estendida até Providencia e em 1980 chegaria até à estação Escuela Militar.
Em março de 1978 foi inaugurada a linha 2. Seu trecho inicial ia da estação Los Héroes e corria de forma longitudinal a nível de superfície da Avenida Norte-Sur até a estação Franklin. Em dezembro a linha seria estendida rumo ao sul, pelo largo de la Gran Avenida até Lo Ovalle, em um trecho subterrâneo.

### Alterações no projeto
Apesar do rápido crescimento da rede, a grave crise económica que afecta o país, em 1982, colocou em perigo a conclusão do projeto original. Além disso, há estudos que mostram o crescimento da população no setor sudeste da capital, em detrimento do norte, para onde eles foram planejados extensões de serviços futuros.

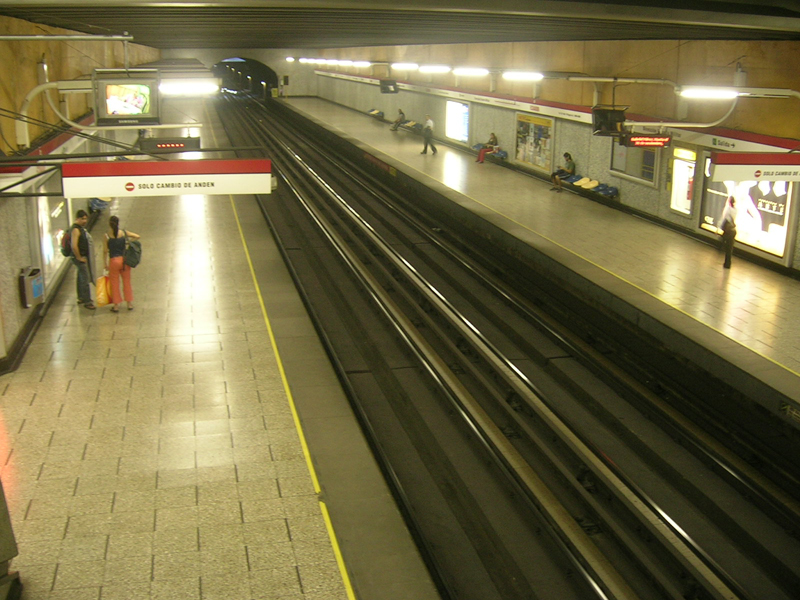
Vista atual da estação Ecuador da Linha 1, inaugurada em 1975.

Para atender às demandas que seriam geradas, a Linha 2 teve que mudar de caminho e de extensão, começando a partir de Heroes, e indo em direção do centro histórico da cidade, com essa linha seria possível atravessar novamente e viajar até Baquedano além de acessar parte da Avenida Vicuña Mackenna. Enquanto isso, a Linha 3 projetada ao longo Avenidas Independência e Irarrázaval iria suprir a falta da linha 2 no setor norte.

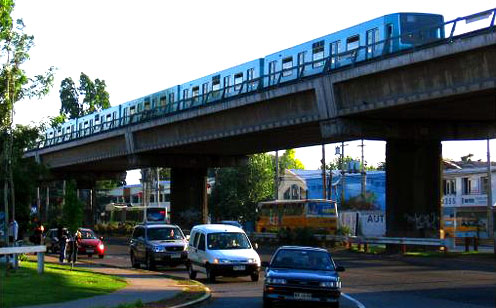
Trem NS-74 no viaduto da Linha 5 sobre Vicuña Mackenna, inaugurado em 1997.

No entanto, os planos seriam atingidas novamente quando a 3 de março de 1985, um terremoto devastou grande parte do Vale Central do Chile. A maioria dos fundos para a construção da extensão da Linha 2 e Linha 3 foram utilizados para cobrir os custos de reconstrução da cidade. Dos trabalhos agendados, a única parte finalizada em 1987 foi a abertura de duas novas estações na Linha 2 Norte: Santa Ana e Mapocho. A estação Mapocho teve seu nome alterado depois de que, durante as escavações do projeto ocorreu a descoberta notável dos restos da antiga ponte Calicanto, emblema da cidade por mais de um século. Nesse mesmo ano estreou Metrobus no sistema de transporte, a partir das estações Escuela Militar, Lo Ovalle e grades.
A nível institucional, o Santiago Metro teve sua gestão alterada no final da década. O antigo Departamento de Metro, no âmbito do Ministério das Obras Públicas, tornou-se uma sociedade anônima de capital estatal chamada Empresa de Transporte de Pasajeros Metro S.A. de acordo com as disposições da Lei 18.772, publicada em 28 de janeiro de 1989.
Com a recuperação da economia após o segundo milagre, a expansão do Metro ganhou nova vida. A capital teve seu crescimento na região sudeste, o setor explodiu durante os anos 1980 e La Florida tornou-se município mais populoso do país, por isso era urgente a criação de uma nova linha para atender essa área. Os primeiros planos foram feitos em 1989 e em 1991 anunciou-se a sua construção pelo presidente Patricio Aylwin. A nova quebra de linha em Baquedano sul para o Americo Vespucio, seguindo o eixo de Vicuña Mackenna.
A Linha 5 foi inaugurada em 5 de abril de 1997 pelo presidente Eduardo Frei Ruiz-Tagle. A nova linha teria uma extensão de 10,3 km, que incluía uma porção inicial águas subterrâneas sob o Parque Bustamante, emergindo posteriormente para depois se transformar em um viaduto sobre Vicuña Mackenna, e submergindo ao chegar no terminal Bellavista de La Florida.
Finalmente, em março de 2000, abriu uma nova secção da Linha 5 atravessando o centro histórico da capital. A conexão entre Baquedano com Santa Ana, através de estações Plaza de Armas e Bella Artes fez com que as três linhas existentes até esse momento ficassem entrelaçadas.

### Expansão

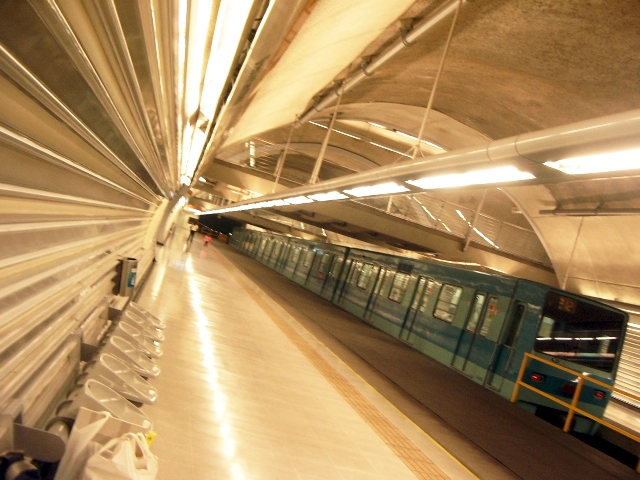
Vista da estação Cerro Blanco da Linha 2, que abriu em 2004.

Com a chegada de Ricardo Lagos a presidência em 2000, um de seus principais objetivos era a transformação do sistema de transporte na capital. Para fazer isso, foi projetado a extensão da Linha 5 até o oeste para chegar ao bairro Quinta Normal, seguindo a rua catedral, e a partir da Linha 2 pelo norte e sul afim de unir ambos os extremos Avenida Circunvalación Américo Vespucio
No entanto, o maior anúncio ocorreria em 2002, quando Lagos havia anunciou a construção de uma quarta linha do Metro, que rodearia grande parte da zona sul oriente da Autopista Américo Vespucio  e chegaria até o centro de Puente Alto, que havia destronado a sua vizinha La Florida como a comuna mais habitada da nação. Com estes novos projetos, a rede de Metro praticamente dobrou de extensão em 2010, data em que o país celebrou o Bicentenário da Primeira Junta Nacional de Governo do Chile.
Estes novos projetos foram desenhados com a finalidade de transformar o Metro de Santiago no articular do plano de reforma do sistema de transporte da cidade, nomeado Transantiago. Junto com as extensões, foram criadas as "estações intermodais" com o fim de permitir uma melhor interação entre a malha ferroviária urbana e os diferentes meios de transporte, principalmente os micro-ônibus. A primeira estação intermodal inaugurada foi em Quinta Normal, assim que a extensão ponente a Linha 5 foi inaugurada em 31 de março de 2004. No entanto, o plano original era anexar uma estação ferroviária, mas devido ao fracasso da construção do Militrén, este plano foi descartado.

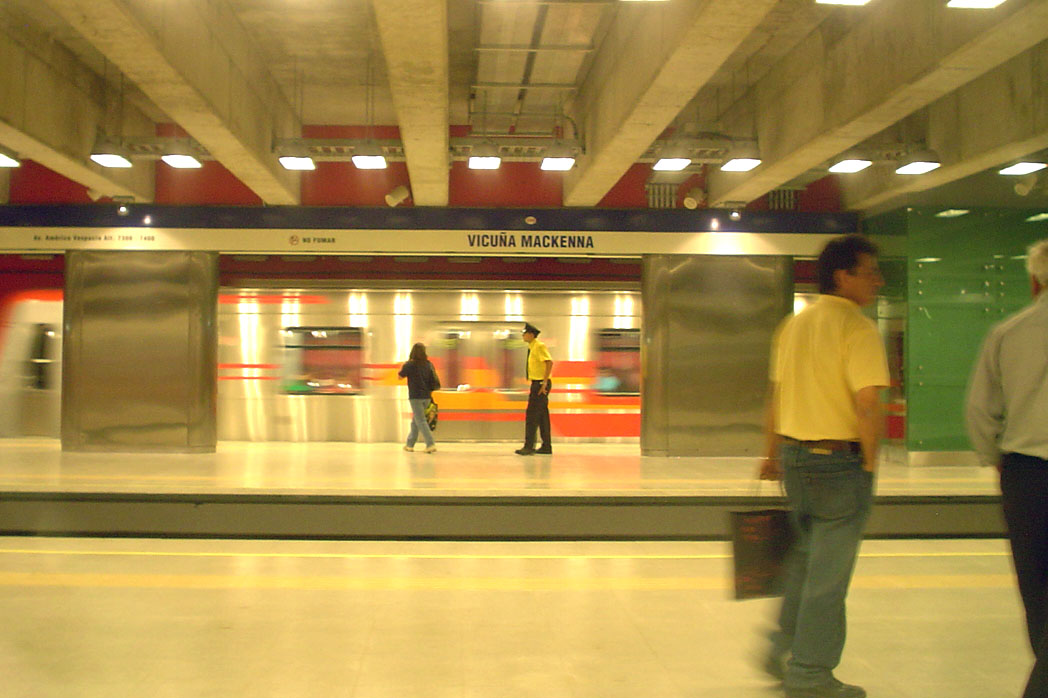
Vista da estação Vicuña Mackenna, onde é possível fazer conexão entre a linha 4 e 4A.

Em 8 de setembro de 2004, o Metro teve um novo marco em sua história, quando cruzou de forma subterrânea o rio Mapocho, ao inaugurar as estações de Patronato e Cerro Blanco da extensão norte da Línea 2. Em 22 de dezembro do mesmo ano foi inaugurada a extensão sul desta dita linha, que contempla as estações El Parrón e La Cisterna. Um segundo trecho da Linha 2 sentido norte seria inaugurado em 25 de novembro de 2005. Finalmente, o último trecho foi inaugurado em 22 de dezembro de 2006, com um custo superior aos 170 milhões de dólares e gerando um aumento de 27 milhões de passageiros ao ano.
No dia 30 de novembro de 2005 foi inaugurado o primeiro trecho da Linha 4, que compreendia um trecho subterrâneo entre as estações Tobalaba e Grecia, e um viaduto entre Vicente Valdés e Plaza de Puente Alto. O trecho entre Grecia e Vicente Valdés, que foi realizado temporariamente por ônibus do sistema Transantiago, será inaugurado finalmente em 2 de março de 2006. A Linha 4 é a linha mais comprida de todo o sistema, com 24,7 quilômetros e 22 estações que unem as comunas de Providencia, Las Condes, Ñuñoa, La Reina, Peñalolén, Macul, La Florida e Puente Alto. A nova línea introduziu uma nova carroceria, composta por trens Alstom fabricados no Brasil, muito mais amplos que os que percorrem as outras três linhas. Finalmente, a Línea 4 se complementaria com a inauguração de um ramal, a Linha 4A, que desde 16 de agosto de 2006 conecta as líneas 2 e 4.

### Transantiago
Um dos maiores desafios que o Metrô de Santiago enfrente é o seu papel como articulador do projeto Transantiago, que está em pleno funcionamento desde 10 de fevereiro de 2007. De acordo com estimativas da empresa, o número de passageiros seria o dobro, desde então, por isso o Metro trabalhou vários meses com uma forte campanha publicitária e um investimento significativo para evitar o colapso da rede, devido à explosão de demanda. As principais medidas incluem melhorias na infra-instrutora de acesso às estações, a chegada de 11 novos trens, a reacomodação desses entre as linhas e reciclagem dos condutores.
Durante os primeiros dias da implantação do Transantiago, houve a gratuidade da tarifa no sistema de microônibus o que gerou uma diminuição da demanda do Metro, mas com o passar dos dias, o número de usuários aumentou aos níveis esperados, gerando grandes aglomerações em várias estações (principalmente as que ofereciam conexão). A demanda alcançou uma utilização do serviço de mais de 2,4 milhões de usuários por dia e de 5 a 5,5 passageiros por metro quadrado.
Para tentar atender à grande demanda, o Metrô decidiu ampliar o horário de início de seu serviço para 06h00min da manhã em 1 de março. Em 10 de março, a presidente Michelle Bachelet anunciou a extensão de tempo 22h30min-23h00min, tendo em vista uma ampliação final até meia-noite. Esta foi complementada por diversas medidas implementadas durante o ano, como o estabelecimento de serviços de linha expressa nas linhas 2, 4 e 5, durante o horário de pico, e a construção de novos acessos em algumas estações além do aumento do trajeto da Linha 1.
oa em algumas estações além do aumento do trajeto da Linha 1.

### Extensões para Maipú e Las Condes
Em 15 de novembro de 2005, o presidente Ricardo Lagos, anunciou a extensão da Linha 1 para o leste a partir da Escola militar para a estação Los Dominicanos, na comuna de Las Condes. Três novas estações foram construídas, agregando quatro quilômetros à rede ferroviária, e foram inauguradas em 7 de janeiro de 2010.
Nesse mesmo dia, foi anunciado um dos projetos mais importantes do serviço: a extensão do metro a oeste, ligando as comunas de Maipú, Pudahuel, o Prado à Rede Metro Quinta Normal. Assim, o Metro, pela primeira vez se acercava o setor oeste da cidade, chegando a Maipú, o município mais populoso do país, depois de destronar Punte Alta em 2008.
Em 31 de outubro do ano seguinte aprovou a rota final do prolongamento da Linha 5, que começa a partir da estação Quinta Normal ao longo da Avenida San Pablo, pelo subterrâneo, seguindo até o sul para chegar à superfície na Avenida Teniente Cruz e mais tarde Avenida Pajaritos antes de voltar ao subsolo e chegar na estação terminal, na Plaza de Armas de Maipú. O Primeiro trecho até a estação Pudahuel foi entregue em 12 de janeiro de 2010, enquanto o trecho restante até Maipú foi aberto ao público em 3 de fevereiro de 2011.
Junto à construção das novas extensões, foram realizados importantes trabalhos que permitiram remodelar a estação Pajaritos da Linha 1 para transformá-la em um terminal, permitindo maior eficiência do trecho mais utilizado da dita linha e enfim foi inaugura a postergada estação San José de La Estrella na linha 4. Também foi construída a estação Del Sol na extensão a Maipú, a qual serve de transbordo a ônibus interurbanos.

### Linhas 3 e 6
Após o lançamento do Transantiago e o início da extensão para Maipú, a direção do Metrô descartou inicialmente o planejamento de novas linhas até uma avaliação do desempenho do serviço após tais mudanças, e de acordo com os seus resultados iria determinar se era rentável e necessária ampliação e/ou construção de novas linhas. No entanto, o Ministério dos Transportes Planejamento Interministerial publicou em meados de 2006 uma licitação, para apresentação de propostas para o desenho da possível expansão do Metro, a médio e longo prazo. Entre os projetos apresentados deviam ser projetados obrigatoriamente pelos proponentes: uma nova linha ao longo da Irarrázaval avenidas e Matta, em seguida, uma ligação do norte entre San Diego e Independência (equivalente referida à Linha 3), uma extensão da linha 4 para o norte desde Vitacura ou Huechuraba passando pelo Costanera Center, e uma extensão da linha 4A de Maipú além de uma nova linha da Avenida Santa Rosa e outra junto à La Florida no eixo Leones-Macul.
No entanto, devido a problemas de congestionamento existentes na Linha 1 a partir da implementação de Transantiago, a prioridade foi à construção de uma alternativa para que descongestionar-la. Em 2007, o diretor do Metro SA Clemente Perez sugeriu que uma das alternativas seria o equivalente à linha 3 ou uma nova linha na Avenida Santa Maria, apesar de um grupo de empresas de construção civil apresentar uma proposta (com um custo de 900 milhões de dólares) para executar uma linha expressa no âmbito do atual com paradas nas nove estações de maior importância. Em setembro de 2009 caíram o número de possibilidades para apenas três alternativas: a linha Av. Santa Maria, linha 3-Irarrázaval Matta-San Diego-Independência, e uma nova linha da estação Pedro de Valdivia para o sul até o Estádio Nacional, ligando o oeste com a antiga linha ferroviária e depois chegar ao Parque Bicentenário em Cerrillos. Isto irá permitir que os projetos imobiliários sejam realizados em uma área deteriorada da cidade, bem como reduzir custos usando linhas ferroviárias antigas.
Em 29 de dezembro de 2009, a presidente Michelle Bachelet anunciou a construção da linha 6 do metro Santiago, equivalente à linha entre Cerrillos e Pedro de Valdivia como mencionado acima, mas com a combinação estação Tobalaba sendo possível chegar a Linha 4. Assim, a linha que incluiria uma estação sob o complexo do edifício Costanera Center e permitiria a revitalização do centro-sul de Santiago em torno do Zanjón de La Aguada. Esta deverá estar operando em 2014, com um investimento de 900 milhões de dólares. Um estudo realizado pela Universidade Católica do Chile, diz que a linha 6 foi à melhor escolha entre as alternativas, favorecendo o descongestionamento da Linha 1, à medida que vai beneficiar zonas comerciais e de maior ocupação por populações de com um nível socioeconômico mais baixo.
A vitória de Sebastian Piñera, que terminou duas décadas de governos de La Concertación e a ocorrência do terremoto no Chile em 2010, colocaram em duvida a construção da Linha 6, enquanto surgiram criticas da escolha deste projeto ao invés da que envolvia a Linha 3, que apresentava alguns benefícios, como maior número de pessoas transportadas. O novo governo anunciou que a linha 6 seria reavaliada argumentando a nova realidade financeira existente devido ao terremoto.
Uma vez estabilizada a situação após o terremoto, houve rumores de que começaria a construção da linha de metro 6 em conjunto com a Linha 3. Em setembro de 2010, o Ministro Felipe Morandé chegou em um acordo parlamentar a fim de reformar o Transantiago e comprometeu-se a construir a Linhas 6, como foi confirmada dias depois pelo Metro S.A. Nessa oportunidade o presidente da empresa Raphael Bergoeing confirmou a construção da linha 3 de forma simultânea a da linha 3, com previsão de inauguração entre os anos de 2016 e 2018.

### Linha 7
Sua construção foi anunciada pela presidente Michelle Bachelet durante a conta pública de 1º de junho de 2017. Muito da sua rota será paralela à Linha 1, descongestionando-a e reduzindo seu fluxo em aproximadamente 10 mil passageiros. linhas 1, 2, 3 e 5, e beneficiará diretamente as comunas de Renca, Cerro Navia, Quinta Normal, Santiago, Providencia, Las Condes e Vitacura.
Você vai começar na junção das ruas de Vicuña Mackenna e Vicuña Mackenna em Renca, a partir daí você dirigirá para o sul, seguindo a rota de Vicuña Mackenna atravessando o rio Mapocho, no alto da Ponte de Deslizamento em Cerro Navia, e daqui Rolando Petersen Street, ao sul, até a sua intersecção com a Avenida Mapocho, de onde dirigirá para o leste ao longo desta mesma avenida, atravessando as comunas de Cerro Navia e Quinta Normal, ligando as linhas perpendiculares 2 e 3 na estação Puente Cal e Canto, para continuar sob o corredor de parques que faz fronteira com o rio Mapocho (Forest Park e Balmaceda); desta forma combinaria com as linhas 1 e 5 na estação Baquedano e, possivelmente, Salvador da Linha 1. Depois de sua passagem pelo parque Balmaceda entrar em direção a Vitacura seguindo a avenida Andrés Bello, até chegar na antiga rotunda Pérez Zujovic e desta O ponto levaria a Avenida Kennedy, para terminar sua viagem no Estoril com a Avenida Las Condes.

### Plano até 2025
Em abril de 2013, o governo chileno lançou um Plano Diretor de Transportes até 2025 para a capital do país. Este plano configura uma série de meios de transporte, expandindo alguns já em operação como o Metro, os trens de passageiros e as ciclovias e implantação de novos como Transvias (bonde de passageiros).
O plano ferroviário para a cidade, com custo de aproximadamente 11 bilhões de dólares, permitiria a construção de ao menos duas novas linhas para o Metro. A Linha 7 foi proposta como uma paralela a linha 1, com o objetivo de descongestionar esta (algo que já se planejou com a linha 3 e 6) e percorreria desde a Avenida Pajaritos em Maipú pela rua 5 de Abril, seguida pela Santa Isabel próximo a encosta do rio Mapocho pela rua Santa Maria para logo tomar a avenida Vitacura até o setor histórico. Este plano também inclui um ramal que continuaria pela Avenida Francisco Bilbao até o setor leste.
No entanto, la Linha 8 partiria da estação Baquedano até o oeste, seguindo pelas avenidas Mapocho e José Joaquín Pérez chegando assim nas comunas de Cerro Navia e Renca.
O Plano também inclui novas extensões: A linha 2 sentido sul até o paradeiro 28 da Grande Avenida (alcançando as comunas Lo Espejo e El Bosque), a  linha 4 chegaria a Bajos de Mena pelo sul, a Linha 6 a Isadora Goyenechea pelo norte e a Linha 5 faria a ligação até Camino e Melipilla pelo sudoeste, para assim combinar com o Melitrén. Entretanto, um serviço de transvia conectaria o Metro com o Aeroporto Arturo Merino Benítez,enquanto outros serviços percorreriam as avenidas Tobalaba e Santa Rosa.

## Tabela do sistema
| Linha | Terminais                                   | Inauguração            | Comprimento (km) | Estações | Duração das viagens (min) |
| ----- | ------------------------------------------- | ---------------------- | ---------------- | -------- | ------------------------- |
|       | San Pablo ↔ Los Dominicos                   | 15 de setembro de 1975 | 19,3             | 27       | 30                        |
|       | Vespucio Norte ↔ Hospital El Pino           | 31 de março de 1978    | 20,6             | 22       | 34,2                      |
|       | Plaza Quilicura ↔ Fernando Castillo Velasco | 22 de janeiro de 2019  | 25               | 24       |                           |
|       | Tobalaba ↔ Plaza de Puente Alto             | 30 de novembro de 2005 | 24,7             | 22       | 40                        |
|       | La Cisterna ↔ Vicuña Mackenna               | 16 de agosto de 2006   | 7,7              | 6        | 12                        |
|       | Plaza de Maipú ↔ Vicente Valdés             | 5 de abril de 1997     | 29,7             | 30       | nd                        |
|       | Los Leones ↔ Cerrillos                      | 2 de novembro de 2017  | 15,3             | 10       | 20                        |